# (200195) 1999 RC188
(200195) 1999 RC188 es un asteroide perteneciente al cinturón de asteroides, descubierto el 14 de septiembre de 1999 por el equipo del Spacewatch desde el Observatorio Nacional de Kitt Peak, Arizona, Estados Unidos.

## Designación y nombre
Designado provisionalmente como 1999 RC188.

## Características orbitales
1999 RC188 está situado a una distancia media del Sol de 2,424 ua, pudiendo alejarse hasta 2,796 ua y acercarse hasta 2,053 ua. Su excentricidad es 0,153 y la inclinación orbital 2,310 grados. Emplea 1379,09 días en completar una órbita alrededor del Sol.

## Características físicas
La magnitud absoluta de 1999 RC188 es 16,9.